# Extinção em massa do Holoceno

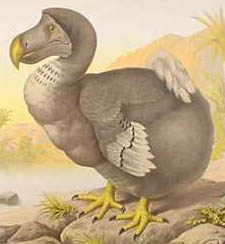
O dodô, pássaro da ilha Maurícia, extinguiu-se em meados do século XVII, depois que os humanos destruíram as florestas onde as aves faziam seus ninhos e introduziram animais que comiam os ovos postos por elas.

Extinção em massa do Holoceno é a extinção em massa de espécies, em escala mundial, que está ocorrendo durante a moderna época geológica do Holoceno. A grande quantidade de extinções cobre numerosas famílias de plantas e animais incluindo mamíferos, aves, anfíbios, répteis e artrópodes; boa parte das quais nas florestas tropicais. Esta extinção em massa é às vezes denominada sexta extinção, por seguir-se às cinco anteriores, ocorridas nos últimos 420 milhões de anos. Desde 1500 AD, 784 extinções foram documentadas pela IUCN. Contudo, visto que a maioria das extinções provavelmente não são documentadas, os cientistas calculam que durante o último século, entre 20.000 e dois milhões de espécies tenham se extinguido, mas o número total não pode ser determinado mais precisamente dentro dos limites do conhecimento atual. Até 140.000 espécies por ano (baseando-se na teoria espécie-área) pode ser a taxa atual de extinção, tendo por base o limite superior estimado.
Em sentido amplo, a extinção em massa do Holoceno inclui o desaparecimento notável de grandes mamíferos, conhecidos como megafauna, ao fim da última glaciação, de 9.000 a 13.000 anos atrás. Tais desaparecimentos tem sido considerados ou como uma resposta às mudanças climáticas, o resultado da proliferação dos humanos modernos, ou ambos. Estas extinções, que ocorreram perto do limite Pleistoceno-Holoceno, são às vezes citadas como extinções em massa do Pleistoceno ou extinções em massa da Era do Gelo. Todavia, a extinção em massa do Holoceno continua através dos vários milênios passados e inclui o tempo presente.
A taxa de extinção observada tem se acelerado dramaticamente nos últimos 50 anos. Não há uma concordância generalizada se as extinções mais recentes devem ser consideradas como um evento distinto ou meramente como parte de um único processo crescente. Somente durante estas partes mais recentes da extinção em massa, as plantas sofreram grandes perdas. Acima de tudo, a extinção em massa do Holoceno é caracterizada mais significativamente pela presença de fatores de influência humana e é muito curta em termos de tempo geológico (dezenas a milhares de anos) se comparada a maioria das outras extinções em massa.

## Os eventos de extinção pré-históricos
A extinção em massa ora em andamento parece ainda mais espetacular se seguirmos a tradição e separarmos a extinção recente (aproximadamente desde a revolução industrial) da extinção do Pleistoceno, próxima ao fim da última era glacial. A última é exemplificada pela extinção do mamute lanoso e do homem de Neandertal .
Todavia, a climatologia moderna sugere que a presente época do Holoceno não é mais do que a última numa série de intervalos interglaciais. Ademais, há um continuum de extinções entre 13.000 anos atrás e agora. Se considerarmos apenas o impacto humano, a vulnerabilidade e a taxa de extinções de espécies simplesmente cresce com o aumento da população humana, assim, não haveria necessidade de separar a extinção do Pleistoceno da atual. Não obstante, a extinção em massa do Pleistoceno é grande o bastante e ainda não foi completamente resolvida.

### A extinção em massa do Pleistoceno (ou da Era do Gelo)
A extinção em massa da Era do Gelo é caracterizada pela extinção de muitos mamíferos de grande porte, pesando mais de 40 kg. Na América do Norte, cerca de 33 dos 45 gêneros de mamíferos de grande porte foram extintos, na América do Sul 46 de 58, na Austrália 15 de 16, na Europa 7 de 23, e na África subsariana, somente 2 de 44. A extinção em massa da América do Sul testemunhou o resultado do Grande Intercâmbio Americano. Somente na América do Sul e Austrália a extinção ocorreu ao nível de famílias taxonômicas ou mais alto.
Existem duas hipóteses principais que dizem respeito à extinção em massa do Pleistoceno:
- Os animais morreram devido a mudança climática: o recuo da calota polar.
- Os animais foram exterminados pelos humanos: a "hipótese da matança pré-histórica" (Martin, 1967).

Existem algumas inconsistências entre os dados atualmente disponíveis e a hipótese da matança pré-histórica. Por exemplo, existem ambiguidades sobre o "timing" de extinções súbitas de marsupiais da megafauna australiana. Biólogos notaram que extinções comparáveis não aconteceram na África, onde a fauna havia evoluído com os hominídeos. Extinções pós-glaciais de megafauna na África têm sido espaçadas por grandes intervalos de tempo.
As evidências que apóiam a hipótese da matança pré-histórica incluem a persistência de certas megafaunas insulares por vários milênios após o desaparecimento de seus "primos" continentais. A preguiça-gigante sobreviveu em Cuba, Haiti e Puerto Rico muito tempo depois das preguiças da América do Norte terem desaparecido. A extinção das espécies insulares coincide com a ocupação destas ilhas por humanos. De forma semelhante, o desaparecimento dos mamutes lanosos na remota ilha de Wrangel só ocorreu 7.000 anos depois da extinção no continente.
Uma alternativa para a teoria da responsabilidade humana é a teoria do bólido de Alexander Tollmann, uma hipótese muito mais controvertida que estipula que o Holoceno foi iniciado por uma extinção em massa causada pelo impacto de bólidos.

#### Principais extinções de megafauna

##### Europa

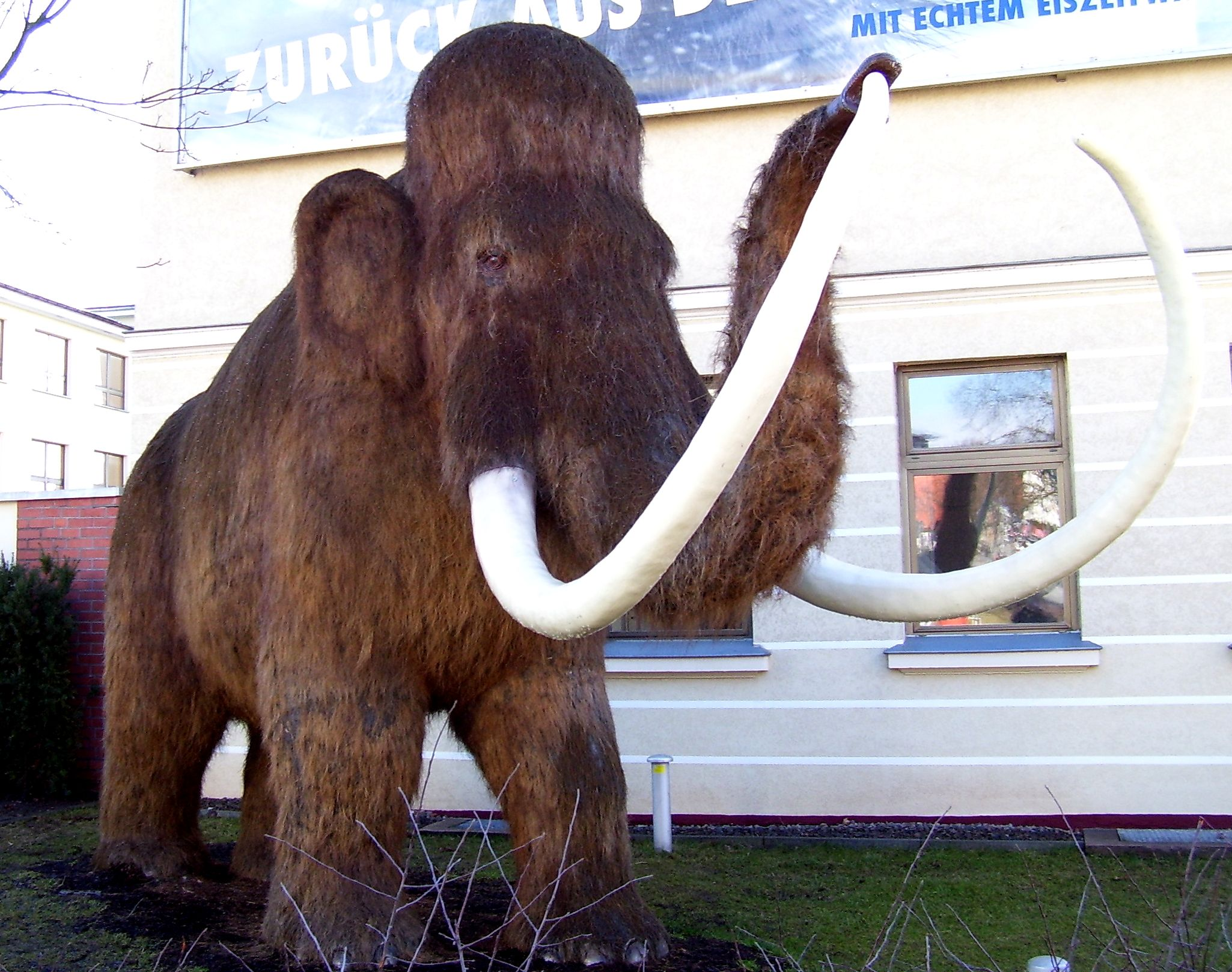
O mamute lanoso extinguiu-se cerca de 12.000 anos atrás.

(cerca de 15.000 anos atrás)
- Mamute-lanoso
- Rinoceronte-lanudo
- Alce-gigante
- Leão-das-cavernas
- Urso-das-cavernas
- Hiena-das-cavernas

##### Ilhas do Mediterrâneo
(cerca de 9.000 anos atrás)
- Hipópotamo-pigmeu de Chipre (Phanourios minutus)
- A "cabra-das-cavernas" (Myotragus balearicus) de Maiorca e Minorca
- Elefantes-anões: Elephas cypriotes de Chipre, E. falconeri da Sicília e Malta
- Cisne-gigante (Cygnus falconeri) de Malta
- Rato-gigante de Maiorca

##### América do Norte
Durante os últimos 50.000 anos, incluindo o fim do último período glacial, aproximadamente 33 gêneros de grandes mamíferos foram extintos na América do Norte. Destes, 15 extinções de gêneros podem ser confiavelmente atribuídos a um breve intervalo de 11.500 a 10.000 anos Ap, datados por radiocarbono, logo em seguida à chegada da cultura Clóvis na América do Norte. A maioria das outras extinções são pobremente restritas no tempo, embora algumas definitivamente tenham ocorrido fora deste estreito intervalo. Em oposição a isto, somente cerca de meia dúzia de pequenos mamíferos desapareceram durante este período. As ondas anteriores de extinções na América do Norte haviam ocorrido no fim das glaciações, mas não com tal desequilíbrio entre grandes e pequenos mamíferos. As extinções da megafauna incluem doze gêneros de herbívoros comestíveis (H), e cinco carnívoros grandes e perigosos (C). As extinções na América do Norte incluem:
- Cavalos americanos, cinco espécies (cavalos asiáticos sobreviveram) (H)
- umas poucas espécies de camelos ocidentais (H)
- Lhamas da America do Norte (H)
- Cervídeos, dois gêneros (H)
- Antilocapras, dois gêneros (um sobreviveu) (H)
- Cervalces scotti, boi-dos-arbustos, boi-almiscarado-dos-bosques (uma espécie do Ártico sobreviveu) (H)
- Castor-gigante
- Preguiça-gigante de Shasta e outras preguiças-gigantes
- Ursos-de-cara-curta (maiores do que o moderno urso-cinzento), cf urso-das-cavernas (C)
- Tigres de dentes-de-sabre (C)
- Leão-americano (maior do que o moderno leão africano, mas provavelmente um imigrante bastante recente através da Beríngia) (C)
- Guepardo-americano (C)
- Lobo pré-histórico (C)
- Mamute, várias espécies
- Mastodonte americano, Mammut americanum
- As subespécies do progenitor gigante do bisonte moderno
- Caititu-gigante (H)
- Anta da Califórnia (H)

Os sobreviventes são tão significativos quanto as perdas: bisonte, alce (imigrantes recentes através da Beríngia), uapiti, rena, cervos, antilocapras, boi-almiscarado, carneiro-selvagem e cabra-da-montanha. Todos, exceto as antilocapras, descendem de ancestrais asiáticos que sobreviveram aos predadores humanos.
A cultura que tem sido vinculada à onda de extinções na América do Norte é a paleo-indígena cultura Clóvis, da qual se especula ter usado atlatls para matar grandes animais. A principal oposição à "hipótese da matança pré-histórica" é que populações de humanos como as da cultura Clóvis eram pequenas demais para serem ecologicamente significativas. Outras alegações generalizadas de mudanças climáticas falham quando examinadas mais detalhadamente.
A ausência de uma megafauna domesticável foi talvez uma das razões pelas quais as civilizações ameríndias evoluíram diferentemente daquelas do Velho Mundo. Críticos têm contestado isso argumentando que a lhama, a vicunha e o bisonte eram domesticáveis

##### América do Sul
Na transição Pleistoceno-Holoceno, a América do Sul, que havia permanecido em sua maior parte sem glaciação, exceto por um aumento nas geleiras dos Andes, passou por uma onda de extinções que levou muitas espécies de animais de grande porte. Hoje, não restaram mamíferos terrestres neste continente pesando mais do que a anta moderna.
- Smilodon
- Arctotherium
- Preguiça-gigante
- Gliptodonte
- Hippidon
- Cavalo (Equus)
- Toxodon
- Macrauchenia
- Cuvieronius
- Stegomastodon

##### Austrália

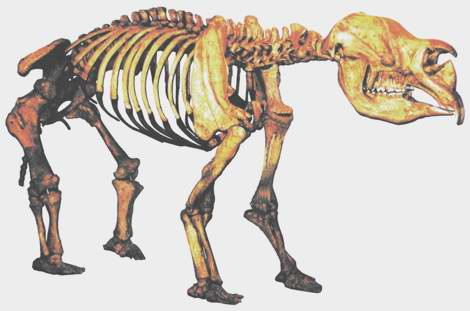
O Diprotodon extingiu-se há cerca de 50.000 anos.

A súbita enxurrada de extinções da megafauna australiana ocorreu mais cedo do que nas Américas. A maioria das evidências aponta para o período imediatamente após a chegada dos primeiros humanos - estimado em pouco menos de 50.000 anos atrás - mas o debate científico em torno do intervalo exato de datas continua. Entre as extinções australianas estão:
- Diprotodons (parente gigante dos wombats)
- Zygomaturus trilobus (um grande herbívoro marsupial)
- Palorchestes azael (uma "anta" marsupial)
- Macropus titan (um canguru gigante)
- Procoptodon goliah (um canguru gigante com cascos)
- Wonambi naracoortensis (uma espécie de jibóia australiana com cinco a seis metros de comprimento)
- Thylacoleo carnifex (um carnívoro marsupial do tamanho de um leão)
- Megalania prisca (um grande lagarto da família dos Varanidae)

Alguns componentes da megafauna extinta, tais como o diprotodon tipo bunyip, podem ser as fontes de antigas lendas criptozoológicas.

### Extinções recentes

#### Nova Zelândia
Em torno de 1500 AD, várias espécies foram extintas após a chegada de colonizadores polinésios, inclusive:
- Dez espécies de moa, aves gigantes que não voavam, da ordem dos Struthioniformes.
- Águia-de-haast, Harpagornis
- As aves predadoras adzebill, que também não voavam.

#### Pacífico, incluindo Havaí
Pesquisas recentes, baseadas em escavações arqueológicas e paleontológicas em 70 ilhas diferentes, demonstraram que numerosas espécies foram extintas quando os humanos começaram a mover-se através do Pacífico, começando há 30.000 anos no arquipélago de Bismarck e ilhas Salomão (Steadman & Martin 2003). Estima-se atualmente que entre os pássaros do Pacífico, cerca de 2.000 espécies tenham sido extintas depois da chegada dos humanos (Steadman 1995). Entre os extintos estão:
- Os moa-nalos, patos herbívoros gigantes do Havaí.
- Um megápode gigante da Nova Caledônia.
- Os crocodilos de Mekosuchine da Nova Caledônia, Fiji e Samoa.

#### Madagáscar
Com a chegada dos humanos, cerca de 2.000 anos atrás, quase toda a megafauna da ilha foi extinta, incluindo:
- Aepyornis, ou ave-elefante, um pássaro gigante que não voava da ordem dos Struthioniformes.
- 17 das 50 espécies de lêmures, incluindo:
  - Aie-aie-gigante (Daubentonia robusta); o último remanescente conhecido foi morto em 1930
  - Lêmures-preguiça, incluindo o Palaeopropithecus (do tamanho de um chimpanzé) e o Archaeoindris, do tamanho de um gorila.
  - Megaladapis, um lêmure arbóreo do tamanho de um orangotango.
- Tartaruga-gigante
- Hipopótamo-pigmeu

#### Ilhas do oceano Índico
A partir de 500 anos atrás, várias espécies foram extintas depois da colonização humana das ilhas, incluindo:
- várias espécies de tartaruga-gigante nas Seychelles e ilhas Mascarenhas
- 14 espécies de aves nas ilhas Mascarenhas, incluindo o dodô, o solitário-de-rodrigues e o não-aparentado íbis-terrestre-de-reunião.

## Extinção do Holoceno em andamento

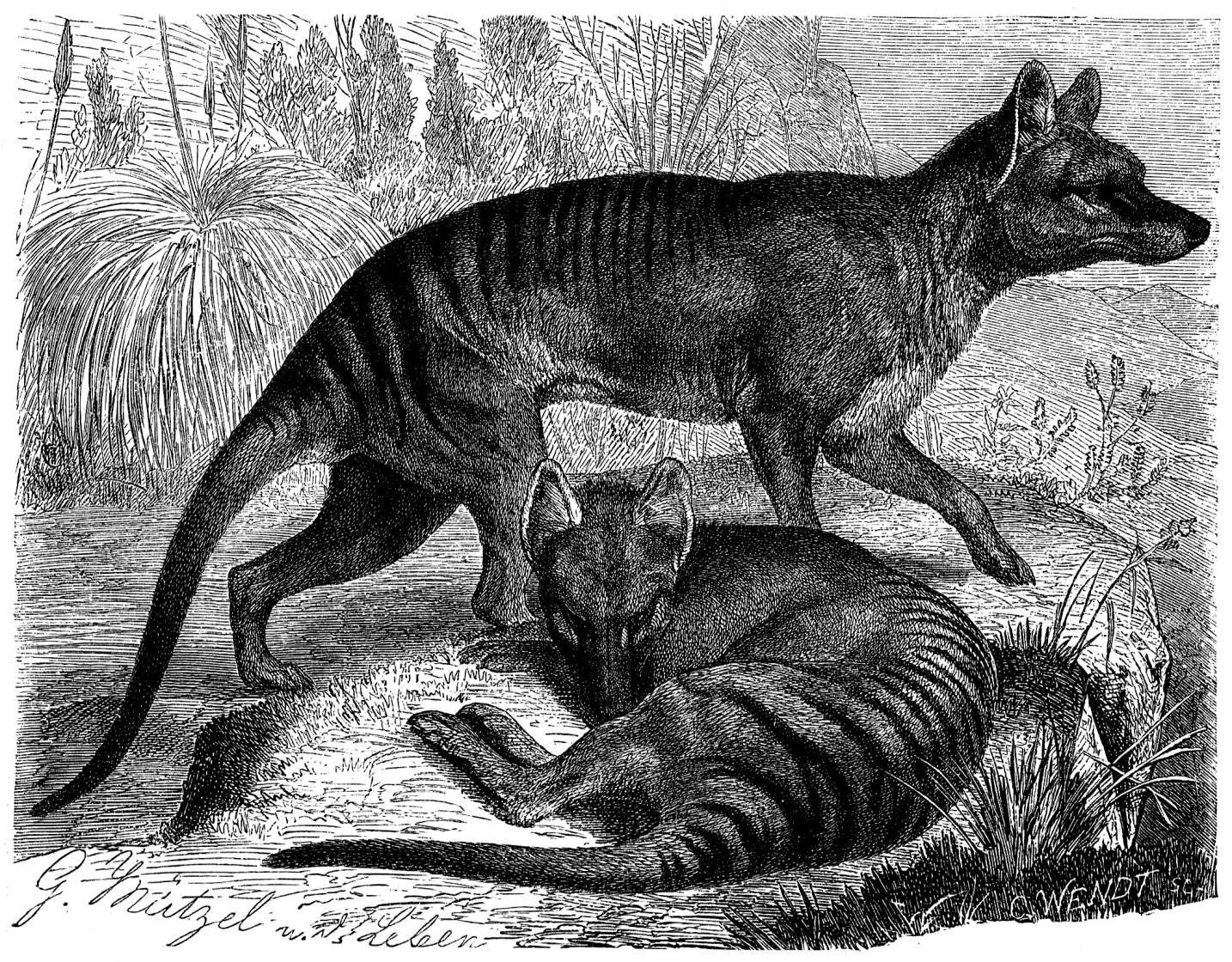
Casal de lobos-da-tasmânia.

Significativamente, a taxa de extinção de espécies no presente é estimada em 100 a 1.000 vezes superiores às taxas de extinção "históricas" ou médias na escala de tempo evolutiva do planeta Terra;
Extinções da megafauna continuam a ocorrer no presente. Extinções modernas são atribuíveis mais diretamente à influência humana. Taxas de extinção são minimizadas na imaginação popular pela sobrevivência de populações de animais mantidos como troféus em cativeiro, e que estão "extintos na natureza" (cervo-do-padre-david, ararinha-azul etc) e por sobreviventes marginais amplamente divulgados na mídia mas que estão "ecologicamente extintos" (panda-gigante, rinoceronte-de-java, o furão-de-pés-pretos da América do Norte, etc) e por extinções negligenciadas entre os artrópodes. Alguns exemplos notáveis de extinções modernas da fauna mamaliana "carismática" incluem:
- Auroque, Europa
- Tarpan, Europa
- Lobo-da-tasmânia ou tigre-da-tasmânia, Thylacinus cynocephalus, Tasmânia
- Quagga, sudeste da África
- Dugongo-de-steller, oceano Ártico
- Raposa-das-falkland, ilhas Falklands

Muitos pássaros foram extintos como resultado da atividade humana, especialmente pássaros endêmicos de ilhas, incluindo muitas aves que não voavam (ver uma lista mais completa em aves extintas). Aves extintas notáveis incluem:
- o dodô, o pombo gigante que não voava da ilha Maurícia, oceano Índico
- o arau-gigante das ilhas do Atlântico norte
- o pombo-passageiro da América do Norte
- várias espécies de moa, pássaros gigantes que não voavam da Nova Zelândia
- o periquito-da-carolina do sudeste da América do Norte

Em 1998, o American Museum of Natural History fez uma pesquisa entre biólogos a qual revelou que a maioria deles acredita que estamos no início de um processo de extinção em massa tremendamente acelerada, de origem antropogênica. E.O. Wilson de Harvard, em The Future of Life (2002), calcula que nas taxas atuais de perturbação humana na biosfera, metade de todas as espécies de vida estarão extintas em 100 anos. Numerosos estudos científicos desde então, tal como um relatório de 2004 da Nature, e aqueles entre os 10.000 cientistas que contribuíram para a Lista Vermelha anual de espécies ameaçadas da IUCN, só fortaleceram esse consenso.
Peter Raven, ex-presidente da American Association for the Advancement of Science, declarou no prefácio de sua publicação AAAS Atlas of Population and Environment: "Impulsionamos a taxa de extinção biológica, a perda permanente de espécies, até centenas de vezes acima dos níveis históricos, e há a ameaça da perda da maioria de todas as espécies no fim do século XXI." Todas as razões para a presente extinção em massa estão relacionadas com a atividade humana, e incluem destruição de florestas e de outros habitats, caça e pesca, introdução de espécies não-nativas, poluição e mudança climática.

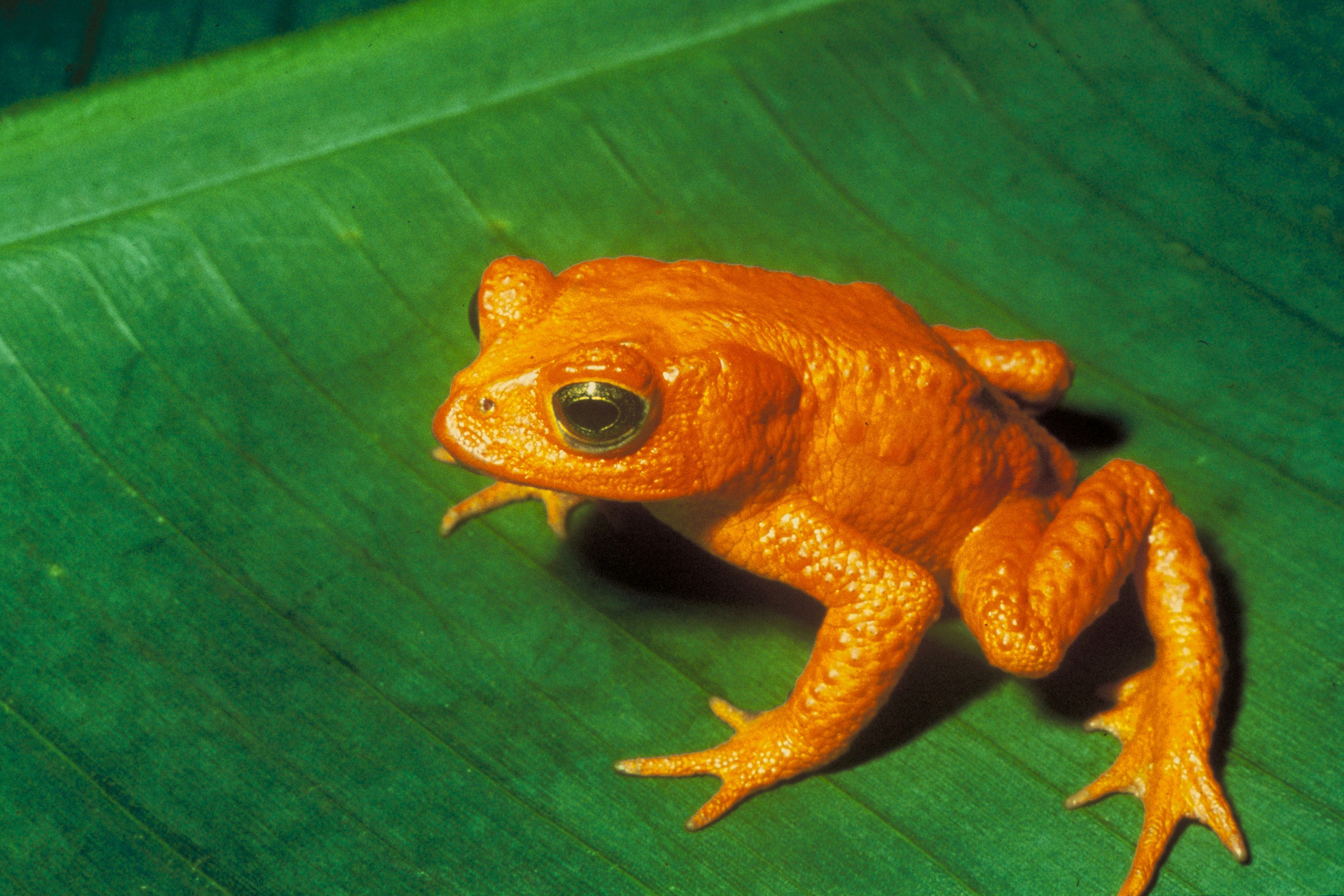
O sapo-dourado da Costa Rica, extinto por volta de 1989. Seu desaparecimento tem sido atribuído à mudança do clima.

Evidências para todas as extinções em massa anteriores são de natureza geológica, e as mais curtas escalas de tempo geológico são da ordem de várias centenas de milhares a vários milhões de anos. Mesmo aquelas extinções em massa que foram causadas por eventos instantâneos - o impacto do asteróide de Chicxulub sendo atualmente o exemplo demonstrável - desdobrou-se através do equivalente a muitas vidas humanas, devido às complexas interações ecológicas que foram desencadeadas pelo evento.
Há um debate limitado quanto às implicações das atividades humanas no desaparecimento da megafauna no fim do último período glacial, seja de forma direta, pela caça, ou indiretamente, pela dizimação de populações de presas. Enquanto mudanças climáticas ainda são citadas como outro fator importante, explicações antropogênicas tornaram-se predominantes.
Há ainda a esperança, argumentam alguns, que a humanidade possa eventualmente diminuir a taxa de extinção através de um gerenciamento ecológico apropriado. Tendências atuais sócio-políticas e superpopulação, argumentam outros, indicam que esta ideia é demasiadamente otimista. Muitas esperanças estão sendo colocadas no desenvolvimento sustentável e conservação ambiental. 189 países signatários da Convenção sobre Diversidade Biológica comprometeram-se a preparar um Plano de Ação de Biodiversidade, um primeiro passo na identificação de espécies e animais em perigo, país por país.

### Em português
- «Sexta extinção em massa está a caminho»
- «O golpe fatal para os mamutes»
- «Por que a grande fauna sul-americana se extinguiu?»
- «O povoamento pleistocênico do Brasil (por Pedro Ignácio Schmitz)»